# Zentralamerika- und Karibikspiele/Boxen
Bei den Zentralamerika- und Karibikspielen gibt es seit 1935 Boxwettbewerbe für Herren, die von der AIBA organisiert und in relativ unregelmäßigen Abständen ausgetragen werden. Das erste Turnier fand in El Salvador statt. Boxer aus Mittelamerika, Mexiko, Bermuda, Suriname, Guyana, Kolumbien, Venezuela und der Karibik haben Teilnahmerecht. Im Jahre 2014 wurden erstmals auch Frauenwettkämpfe (in nur drei Gewichtsklassen) abgehalten. Juniorenwettkämpfe fanden bisher nicht statt.

## Bekannte Goldmedaillengewinner
Bekannte Goldmedaillengewinner sind unter anderem Jorge Hernández, Rolando Garbey, Teófilo Stevenson, Mike McCallum, Adolfo Horta, Pablo Romero, Idel Torriente, Ángel Espinosa, Félix Savón, Jorge Luis González, Candelario Duvergel, Juan Hernández Sierra, Alfredo Duvergel, Enrique Carrión, Mario Kindelán, Héctor Vinent, Juan Carlos Lemus, Ariel Hernández, Roberto Balado, Maikro Romero, Abner Mares, Guillermo Rigondeaux, Yordenis Ugás, Erislandi Lara, Yordanis Despaigne, Osmay Acosta, Rosniel Iglesias und Erislandy Savón.

## Wettkämpfe
| Nr. | Jahr | Ort                        | Land                    | Artikel |
| --- | ---- | -------------------------- | ----------------------- | ------- |
| 1   | 1935 | San Salvador               | El Salvador             | Details |
| 2   | 1938 | Panama-Stadt               | Panama                  | Details |
| 3   | 1946 | Barranquilla               | Kolumbien               | Details |
| 4   | 1950 | Guatemala-Stadt            | Guatemala               | Details |
| 5   | 1954 | Mexiko-Stadt               | Mexiko                  | Details |
| 6   | 1959 | Caracas                    | Venezuela               | Details |
| 7   | 1962 | Kingston                   | Jamaika                 | Details |
| 8   | 1966 | San Juan                   | Puerto Rico             | Details |
| 9   | 1970 | Panama-Stadt               | Panama                  | Details |
| 10  | 1974 | Santo Domingo              | Dominikanische Republik | Details |
| 11  | 1978 | Medellín                   | Kolumbien               | Details |
| 12  | 1982 | Havanna                    | Kuba                    | Details |
| 13  | 1986 | Santiago de los Caballeros | Dominikanische Republik | Details |
| 14  | 1990 | Mexiko-Stadt               | Mexiko                  | Details |
| 15  | 1993 | Ponce                      | Puerto Rico             | Details |
| 16  | 1998 | Maracaibo                  | Venezuela               | Details |
| 17  | 2002 | San Salvador               | El Salvador             | Details |
| 18  | 2006 | Cartagena                  | Kolumbien               | Details |
| 19  | 2010 | Mayagüez                   | Puerto Rico             | Details |
| 20  | 2014 | Veracruz                   | Mexiko                  | Details |
| 21  | 2018 | Barranquilla               | Kolumbien               | Details |